# Modicogryllus conjunctus
Modicogryllus conjunctus är en insektsart som först beskrevs av Carl Stål 1861.  Modicogryllus conjunctus ingår i släktet Modicogryllus och familjen syrsor. Inga underarter finns listade i Catalogue of Life.